# Kazimierz Kierkowski
Kazimierz Kierkowski (ur. 3 marca 1893 w Pawłowicach, zm. 20 kwietnia 1969) – podpułkownik piechoty Wojska Polskiego.

## Życiorys
Urodził się 3 marca 1893 roku w Pawłowicach jako syn Antoniego. Na przełomie 1909/1910 studiując na Politechnice Lwowskiej, organizował ruch skautowy na Górnym Śląsku, w tym w Dąbrowie Górniczej.
Po wybuchu I wojny światowej wstąpił do Legionów Polskich. Służył w szeregach 5 pułku piechoty w składzie I Brygady od sierpnia 1915 do lipca 1917, potem w 6 pułku piechoty w składzie III Brygady do czasu kryzysu przysięgowego we wrześniu 1917. Później był internowany przez Austriaków w Pikulicach i Szczypiornie.
Po odzyskaniu przez Polskę niepodległości w 1918 został przyjęty do Wojska Polskiego. Został awansowany do stopnia porucznika piechoty ze starszeństwem z 1 czerwca 1919. W 1923 był oficerem 50 pułku piechoty w garnizonie Kowel. Został awansowany do stopnia kapitana piechoty ze starszeństwem z dniem 15 sierpnia 1924. W 1924 był oficerem 21 pułku piechoty w garnizonie Warszawa. W lutym 1925 został przydzielony do Departamentu Piechoty Ministerstwa Spraw Wojskowych w Warszawie na stanowisko referenta. 3 stycznia 1928 roku Prezydent RP zmienił mu starszeństwo z 15 sierpnia 1924 roku i 188. lokatę na starszeństwo z 1 czerwca 1919 roku i 796,9 lokatę w korpusie oficerów piechoty.
27 stycznia 1930 roku został mianowany majorem ze starszeństwem z dniem 1 stycznia 1930 roku i 43. lokatą w korpusie oficerów piechoty. W marcu tego roku został wyznaczony na stanowisku dowódcy batalionu w 21 pułku piechoty. W jednostce pełnił funkcję kierownika kursu szkoły podoficerskiej w 1933. W styczniu 1934 roku został przeniesiony do Dowództwa Okręgu Korpusu Nr I na stanowisko inspektora przysposobienia wojskowego Warszawa Miasto. W 1939 roku, w stopniu podpułkownika, pełnił służbę w Państwowym Urzędzie Wychowania Fizycznego i Przysposobienia Wojskowego na stanowisku szefa Wydziału WF i Sportu Komendy Naczelnej Legii Akademickiej.

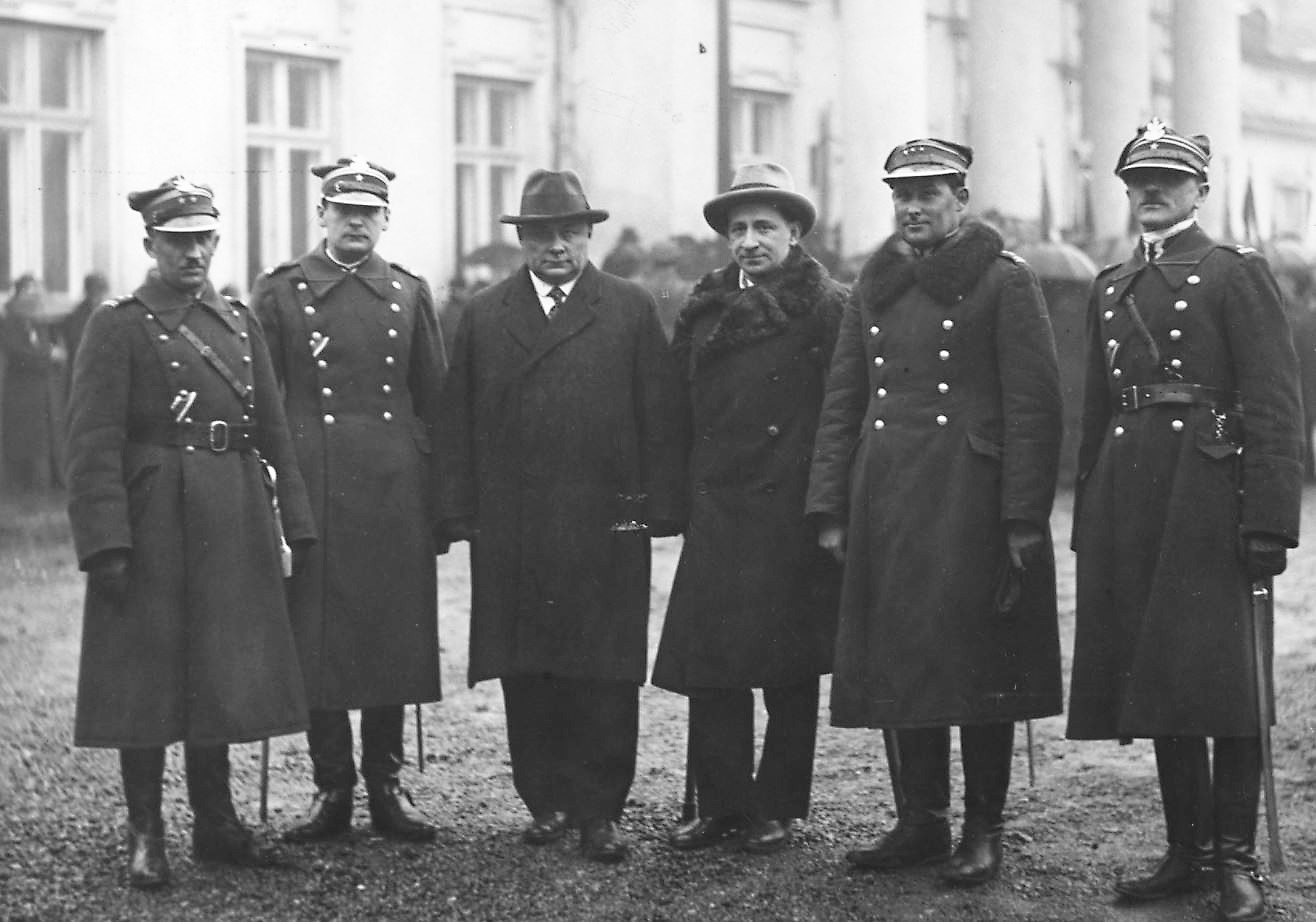
Stoją od lewej: ppłk Adam Kosiba, mjr Tadeusz Caspaeri-Chraszczewski, wiceprezes Antoni Anusz, mjr Stefan Benedykt, płk Edward Dojan-Surówka, mjr Kazimierz Kierkowski.

Po wybuchu II wojny światowej, kampanii wrześniowej i agresji ZSRR na Polskę z 17 września 1939 został aresztowany przez Sowietów. Od 1940 był osadzony w obozie jenieckim NKWD w Griazowcu. Na mocy układu Sikorski-Majski z 30 lipca 1941 odzyskał wolność, po czym wstąpił do formowanej Armii Polskiej w ZSRR gen. Władysława Andersa. Od września do 20 października 1941 roku był dowódcą 16 pułku piechoty. Od 8 stycznia do 31 maja 1942 roku był dowódcą 21 pułku piechoty. Od lipca 1953 mieszkał w Polskim Osiedlu w Penrhos (Walia), był pacjentem szpitala  w Penley, pochowany na polskim cmentarzu w Wrexham (Sektor D, gr. 9100).

## Ordery i odznaczenia
- Krzyż Niepodległości (13 kwietnia 1931)[22]
- Krzyż Kawalerski Orderu Odrodzenia Polski (11 listopada 1934)[23]
- Krzyż Walecznych (czterokrotnie)
- Złoty Krzyż Zasługi
- Srebrny Krzyż Zasługi (16 marca 1928)[24]